# Seda Noorlander
Seda Noorlander (ur. 22 maja 1974 w Hadze) – holenderska tenisistka.
W swojej karierze osiągnęła finał gry singlowej Tashkent Open w 1999 roku, przegrywając w decydującym o tytule meczu z Bianką Lamade z Niemiec. W grze deblowej zdobyła jeden tytuł WTA, w parze z Christiną Papadaki. Miała także kilka występów w turniejach wielkoszlemowych, a jej największym sukcesem było osiągnięcie trzeciej rundy w Wimbledonie w 1999 roku. Znacznie więcej sukcesów odniosła w rozgrywkach cyklu ITF, w których wygrała trzy turnieje singlowe i dwadzieścia dwa deblowe. Najwyższe miejsce w rankingu WTA – 80. – osiągnęła w grudniu 1999 roku.

## Wygrane turnieje singlowe
|    | Data       | Turniej             | Kat. | ($)    | Naw.     | Finalistka       | Wynik         |
| 1. | 13/11/1995 | Edynburg            | ITF  | 25 000 | dywanowa | Julia Lutrowa    | 6:3, 4:6, 7:5 |
| 2. | 15/04/2001 | Dinan               | ITF  | 25 000 | ziemna   | Cătălina Cristea | 6:4, 6:2      |
| 3. | 22/07/2001 | São José dos Campos | ITF  | 25 000 | twarda   | Vanessa Menga    | 6:1, 6:3      |